# 黔灵东路街道
黔灵东路街道是中华人民共和国贵州省貴陽市云岩区下辖的一个街道办事处。
2012年8月14日，贵阳市人民政府通知决定撤销49个街道办事处，设立90个社区服务中心。
2020年1月10日，贵阳市人民政府通知决定撤销社区服务中心，恢复设立街道办事处。

## 行政区划
黔灵东路街道下辖以下村级行政区划单位：
栖霞社区、旭东社区、扶风社区、师大社区、大吉社区、陕西路社区、三民社区、筑东社区。